# Хаузер, Эдуард
Эдуард Хаузер (нем. Eduard Hauser; род. 26 ноября 1948 года) — швейцарский лыжник, призёр Олимпийских игр в Саппоро. 
На Олимпиаде-1972 в Саппоро завоевал бронзу в эстафете, а также был 11-м в гонке на 15 км и 14-м в гонке на 30 км.
На Олимпиаде-1976 в Инсбруке показал следующие результаты, 15 км - 17-е место, 30 км - 25-е место, эстафета - 5-е место.
На Олимпиаде-1980 в Лейк-Плэсиде занял 15-е место в гонке на 30 км и 7-е место в эстафете.
Лучший результат Хаузера на чемпионатах мира, 5-е места в эстафетах на чемпионатах 1970-го и 1978-го годов.